# Štěpán
Štěpán je mužské křestní jméno řeckého původu (Στέφανος) znamenající věnec, koruna, čest, odměna („doslova ten, který je obklopován a zahrnován“). Ve starověkém Řecku, věnec byl dán vítězi soutěže (z nichž koruna je symbol odvozené od vládců). Ženská podoba tohoto jména je Štěpánka.
Jméno bylo oblíbené mezi papeži, neslo je 9 z nich.

## Původ slova

Vavřínový věnec jako symbol vítězství ve starověkém Řecku

Jméno Štěpán je odvozeno z řeckého slova Stéfanos, které původně označovalo věnec nebo vítězný věnec a přeneseně i ověnčeného člověka nebo vítěze.

## Statistické údaje
Následující tabulka uvádí četnost jména v ČR a pořadí mezi mužskými jmény ve srovnání dvou roků, pro které jsou dostupné údaje MV ČR – lze z ní tedy vysledovat trend v užívání tohoto jména:
| Rok       | Četnost    | Pořadí      |
| 1999      | 11 480     | 61.         |
| 2002      | 11 865     | 61.         |
| Porovnání | o 385 více | žádná změna |
| 2006      | 14 123     | 59.         |

Změna procentního zastoupení tohoto jména mezi žijícími muži v ČR (tj. procentní změna se započítáním celkového úbytku mužů v ČR za sledované tři roky 1999–2002) je +4,1%, což svědčí o poměrně značném nárůstu obliby tohoto jména.

## Zdrobněliny
Štěpánek, Štěpa, Štěpík, Štepka, Štěpi

## Známí nositelé jména
- svatý Štěpán (asi 1–40), první křesťanský mučedník
- svatý Štěpán I. († 257) – 23. papež
- svatý Štěpán Harding (1059–1134), 3. opat z Cîteaux a jeden ze zakladatelů cisterciáckého řádu
- svatý Štěpán I. Uherský (969–1038), zakladatel uherského státu
- Štěpán II. Uherský (1101–1131) – uherský, chorvatský a dalmatský král
- Štěpán II. (papež) (714/715–757) – 92. papež
- Štěpán III. (papež) (asi 720–772) – 94. papež
- Štěpán III. z Blois (1096–1154) – poslední normanský král Anglie
- Štěpán IX. (1020–1058) – 155. papež
- Štěpán Dušan (Uroš IV. Dušan; 1308–1355) – srbský král
- Štěpán Vladislav I. (1195–1243) – srbský král

### Rodné jméno
- Štěpán Buchta – český youtuber, známý pod jménem Baxtrix
- Stephen Hawking – britský fyzik
- Stephen King – americký spisovatel
- Štěpán Klásek – biskup královéhradecký a správce Církve československé husitské
- Štěpán Koníček – český hudební skladatel a dirigent
- Štěpán Mareš – kreslíř komiksů
- Štěpán Rak – český hudební skladatel a kytarový virtuóz
- Steven Spielberg – americký režisér
- Štěpán Škorpil – televizní komentátor a sportovní novinář
- Štěpán kardinál Trochta – biskup litoměřický
- Štěpán Urban – profesor konzervatoře, pedagog, skladatel a esperantista

## Ekvivalenty Štěpána v jiných jazycích
- bulharsky, makedonsky, rusky, srbsky, ukrajinsky – Стефан (Stěfan)
- bretoňsky, dánsky, německy, norsky, srbochorvatsky – Stefan
- katalánsky – Esteve
- velšsky – Steffan
- německy, latinsky, lucembursky – Stephanus
- řecky – Στέφανος (Stéfanos)
- anglicky – Stephen, Steven, Stephan
- španělsky – Esteban
- švédsky – Staffan
- finsky – Tapani, Teppo
- irsky – Stiofán
- francouzsky – Étienne, Stéphane
- galicijsky – Estevo
- chorvatsky – Stjepan
- maďarsky – István
- italsky, svahilsky, benátsky – Stefano
- lombardsky – Steven
- frísky, nizozemsky, norsky – Stefanus
- polsky – Szczepan, Stefan
- portugalsky – Estêvão
- rumunsky – Ștefan
- skotsky – Stephen
- slovensky, slovinsky – Štefan
- albánsky – Shtjefni

## Štěpán jako příjmení
- viz Štěpán (příjmení)

## Jmeniny
- V českém kalendáři: 26. prosince
- Ve slovenském kalendáři: 26. prosince (Štefan)
- Ve francouzském kalendáři: 26. prosince (Étienne)